# Der Meisterdieb (Märchen)

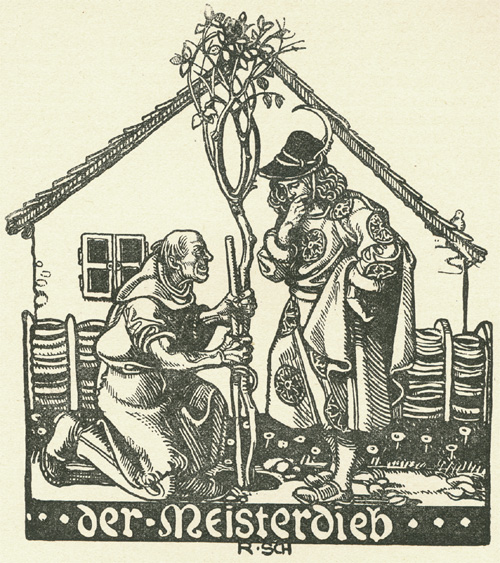
Illustration von Rudolf Schiestl

Der Meisterdieb ist ein Märchen (ATU 1525 A, 1740, 1737). Es steht in den Kinder- und Hausmärchen der Brüder Grimm ab der 5. Auflage von 1843 an Stelle 192 (KHM 192) und stammt aus Moriz Haupts Zeitschrift für deutsches Alterthum von 1843 (Ein Märchen aus Thüringen, von Georg Friedrich Stertzing). Ludwig Bechstein übernahm es nach derselben Vorlage in sein Deutsches Märchenbuch als Die Probestücke des Meisterdiebes (1845 Nr. 5, 1853 Nr. 4). Zudem ist es in ähnlicher Form auch in der Schweiz sowie im isländischen, dänischen, norwegischen, lettischen, französischen und italienischen Sprachraum bekannt.

## Inhalt

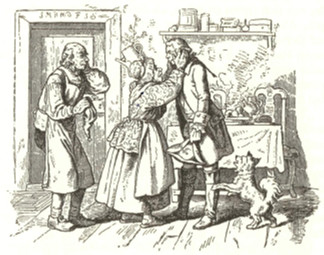
Holzschnitt, Ludwig Richter

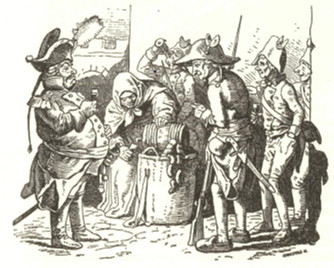
Holzschnitt, Ludwig Richter

Ein Meisterdieb ist durch Ausübung seines Handwerks in der ganzen Welt ein reicher Mann geworden. Schließlich zieht es ihn jedoch in seine Heimat zurück, und er erzählt seinem Paten, dem Grafen im Schloss nahe seinem Vaterhaus, von seinen Fähigkeiten. Der ist zunächst erbost und möchte den Meisterdieb sofort hängen lassen. Dann gibt er ihm aber noch die Chance, mit drei Aufgaben sein Können zu beweisen.
Als erstes muss der Meisterdieb das beste Pferd aus dem Stall des Grafen stehlen, das von Soldaten bewacht wird. Der Dieb verkleidet sich als altes Mütterchen und verkauft den Wachen einschläfernden Wein. Dann geht er in den Stall zu den drei Leibwächtern, die inzwischen narkotisiert sind: Einer hält die Zügel des Pferdes in der Hand, der andere den Schwanz und der dritte schnarcht im Sattel vornüber geneigt. Dem ersten gibt er ein Seil in die Hand, dem zweiten ein Bündel Stroh, den Reiter lässt er im Sattel sitzen, hebt aber den Sattel mit mehreren Stricken vom Gebälk herab so weit in die Höhe, dass er das Pferd unbemerkt unter ihm wegziehen kann. Er umwickelt die Hufe des Pferdes mit Lumpen und leitet es geräuschlos zum Stall und aus dem Schloss hinaus.
Die zweite Aufgabe lautet: Der Meisterdieb soll dem Grafen in der Nacht das Bettlaken unterm Leib weg und der Gräfin den Trauring vom Finger stehlen. Er löst diese Aufgabe, indem er vom Galgenhügel eine Leiche holt und sich diese auf die Schultern setzt. Er stellt eine Leiter vor das Schlafzimmer des Grafen und steigt mit der geschulterten Leiche so weit hinauf, bis der Kopf der Leiche am Fenster erscheint. Der Graf, der darauf gewartet hat, schießt mit seiner Pistole den Leichnam „tot“. Weil es aber immerhin sein Patenkind war, geht der Graf in den Garten, um den Erschossenen zu begraben. Unterdessen steigt der Meisterdieb in das Schlafzimmer, gaukelt der Gräfin vor, er sei ihr Mann und brauche das Bettlaken zum Einwickeln des Erschossenen. Überdies bittet er sie, dem Patenkind den Trauring mit ins Grab zu geben, und verschwindet damit.
Die dritte Aufgabe: Er soll den Pfarrer und den Küster aus der Kirche stehlen. Diese Aufgabe löst der Meisterdieb, indem er Krebse, denen er brennende Kerzen auf den Rücken geklebt hat, nachts auf dem Kirchhof aussetzt und laut verkündet, dies seien die Seelen der Toten, die aus den Gräbern gestiegen seien; der Jüngste Tag sei gekommen und er sei Petrus, der die Menschen ins Himmelreich bringe. Der Pfarrer und der Küster wollen als erste in den Himmel kommen und kriechen bereitwillig in einen Sack. Der Meisterdieb schleppt den Sack durchs Dorf bis zum Schloss hinauf und in den Taubenschlag. Er lässt die beiden liegen und macht ihnen weis, sie hörten die Engel mit den Flügeln schlagen.

## Motivgeschichte

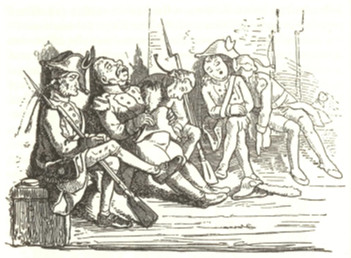
Holzschnitt, Ludwig Richter

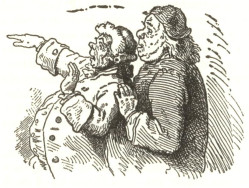
Holzschnitt, Ludwig Richter

Das Motiv vom mutigen und gerissenen Meisterdieb (siehe auch Trickster) gibt es in vielen Kulturen (auch vermutlich unabhängig voneinander) und ist jedenfalls sehr alt und weit gewandert. Schon Herodot fand es in Ägypten vor und nahm es in seine Historien Buch 2, Kap. 121 auf (vgl. Rhampsinitos). Es erscheint in Tausendundeine Nacht und hat auch eine niederdeutsche Parallele De Gaudeif un sien Meester, Grimms Märchen Nr. 68.

## Bearbeitung

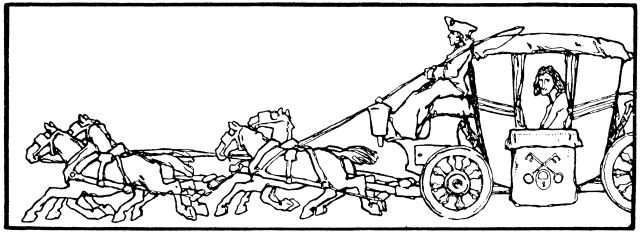
Illustration von Otto Ubbelohde, 1909

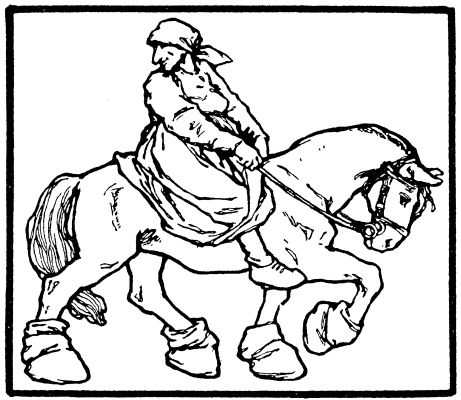
Illustration von Otto Ubbelohde, 1909

Das Schwankmärchen stammt von Georg Friedrich Stertzing in der Zeitschrift für deutsches Alterthum. Der Satz „Bäume muß man ziehen, solange sie jung sind“ steht schon dort. Andere Wendungen fügte Wilhelm Grimm, wie in andere Grimms Märchen, auch hier ein: „Ihr redet wie Ihr’s versteht“; „Gnade für Recht ergehen lassen“ (vgl. KHM 12, 36); „mit des Seilers Tochter Hochzeit halten“ (vgl. KHM 4); „es geht dir an den Hals“ (vgl. KHM 81, 98); „für Geld und gute Worte“; „Was zog der Graf für ein langes Gesicht“; „Für diesmal kommst du mit heiler Haut davon“ (vgl. KHM 18, 45); „so kannst du auf deine Erhöhung am Galgen rechnen.“ Auffällig sind dabei die vielen Euphemismen des Rechtslebens. Grimms Held sieht sich als „Meisterdieb“: „Glaubt nicht, daß ich stehle wie ein gemeiner Dieb, ich nehme nur vom Überfluß der Reichen. Arme Leute sind sicher: ich gebe ihnen lieber, als daß ich ihnen etwas nehme. So auch, was ich ohne Mühe, List und Gewandtheit haben kann, das rühre ich nicht an.“ Der Vater fürchtet dennoch, es nehme kein gutes Ende, der Pate und Graf werde ihn statt am Taufstein in den Armen nun „am Galgenstrick schaukeln“ lassen. Bei Stertzing ist der Sohn „ein räuber“, den der Graf „am rabensteine“ schaukeln würde (am Rabensteinplatz war ein Galgen). Der macht dann auch „gute miene zum bösen spiel“ und beschließt nach dem erfolgreichen Pferdediebstahl, ihn zu töten. Erst als Pfarrer und Schulmeister aus dem Sack kriechen, lacht er: „du bist ein erzdieb“, schenkt ihm das Leben, „das du eigentlich verwürkt hättest.“ Dass die alte Frau in der Kälte heiser ist, erleichtert wohl das Verstellen der Stimme. Die Prozedur, den Schläfer mit Sattel vom Pferd zu heben, wird mit Schieben einer Stange unter den Sattel und von der Decke hängenden Seilen erklärt. Bei Grimm werden nur Seile von der Wand am Sattel befestigt. Aus Pfarrer und Schulmeister werden Pfarrer und Küster (vgl. KHM 138), aus dem Hühnerhaus ein Taubenschlag. Im Fass ist „Ungarwein“ (vgl. KHM 185).
Hans-Jörg Uther sieht bei Grimm das Schwankhafte herausgearbeitet und die obrigkeitliche Ordnung gewahrt: Der Graf erkennt den Sieg des Listigen an, weist ihm aber Grenzen im Landesverweis (wie in Eulenspiegel-Historie Nr. 26).

## Vergleiche

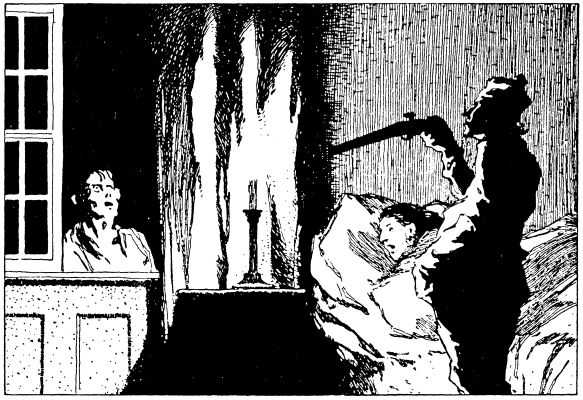
Illustration von Otto Ubbelohde, 1909

Grimms Anmerkung nennt die Quelle, Georg Friedrich Stertzings Ein Märchen aus Thüringen in Moriz Haupts Zeitschrift für deutsches Alterthum, und nennt vergleichend Kuhn und Schwarz „S. 362“, Wolfs Hausmärchen „S. 397“ Vom Räuberhauptmann Hans Kühstock, Zingerle „S. 300“, Meier Nr. 55 Der kluge Martin, norwegisch bei Asbjörnsen „S. 218“, italienisch bei Straparola 1,2 Der Dieb Cassandrino, eine ägyptische Geschichte bei Herodot, ein altniederländisches Gedicht De deif van Brugghe „in Haupts Zeitschrift 5, 385–404.“
Vgl. zum Dieb Basiles Pentameron III,7 Corvetto, Grimms KHM 68 De Gaudeif un sien Meester, KHM 129 Die vier kunstreichen Brüder, zum Sack KHM 61 Das Bürle, KHM 146 Die Rübe. Der letzte Streich des Meisterdiebs ist ähnlich in Vom Räuberhauptmann Hans Kühstock, Johann Wilhelm Wolfs Deutsche Hausmärchen, 1851. Vgl. Der Meisterdieb in Ulrich Jahns Volksmärchen aus Pommern und Rügen, Nr. 53. „Du sprichst, wie du es verstehst!“ sagt auch Schmied Günther, Nr. 49, ähnlich in Die Maränen, Nr. 54.
Eine Schweizer Fassung, die aus Ems im Turtmanntal im Kanton Wallis stammt, findet sich in Johannes Jegerlehners Sagen und Märchen aus dem Oberwallis (Basel 1913, Nr. 75, S. 53–55).

## Versionen
In einer dänischen Version des Märchens geht der Sohn eines Bauern in den Wald zu ein paar Räubern, um sich dort als Knecht zu versuchen und wird ein Meisterdieb. Er stiehlt einem Amtmann 12 Pferde, ein Laken sowie das Hemd dessen Frau und soll dem Pastor einen Streich spielen, da sich dieser über den hereingelegten Amtmann lustig gemacht hatte. Diese Version ist unter den AaTh-Typen 1525 D und 1525 A einzuordnen und wurde 1921 von N. K. Pedersen aufgezeichnet. Erzähler war Hans Johansen, der es in Budsene der Gemeinde Magleby (Møn) wiedergab. Dieser Version ähnlich ist die norwegischen Version von Peter Christen Asbjørnsen und Jørgen Engebretsen Moe, die von Asbjørnsen in Sel aufgezeichnet wurde. In einer Version aus dem französischen Teil der Schweiz, die im Deutschen den Titel Die drei Brüder, die ein Handwerk lernen wollten erhielt, beweist sich ein Bursche erst bei Dieben und löst dann erfolgreich drei Aufgaben für den König, der ihm daraufhin einen Gewerbeschein für das Diebeshandwerk ausstellt. Diese Version wurde von Caroline Froté erzählt und bei Rossat abgedruckt.
Moltke Moes norwegische Version aus dessen Werk Volksmärchen aus Flatdal (Oslo 1919) erzählt davon, wie ein Häusler seinen Brotherrn um die Ausstellung eines Meisterdiebspasses bittet, jedoch muss er vorher dessen Vieh, Pferd und Silberkanne stehlen. Als der Brotherr beim letzten Diebstahl eine für den Häusler gehaltene Leiche erschießt und der Dieb am nächsten Tag wieder auftaucht, glaubt er einen unschuldigen Mann erschossen zu haben und überlässt dem Meisterdieb für sein Schweigen darüber den Pass sowie das Gestohlene. Diese Version wurde 1878 von Moe nach Kjersti Haugland in Flatdal, Seljord aufgezeichnet und ist in der Norwegischen Sammlung von Volksüberlieferungen beim Institut für Volkstraditionswissenschaften, Universität Oslo hinterlegt. Reidar Th. Christiansens Werk Norske Eventyr. En systematisk fortegnelse efter trykte og utrykte kilder. (Kristiania 1921) verzeichnet etwa 25 norwegische Varianten.
Die isländische Version aus dem Werk Die neuisländischen Volksmärchen. Ein Beitrag zur vergleichenden Märchenforschung (Halle 1902) von Adeline Rittershaus berichtet von einem Prinzen, der verkleidet, Vieh vom König des benachbarten Reiches stiehlt, um es einem armen Bauernpaar, das dort lebt, zu geben. Der König verspricht ihm dann ihn laufen zu lassen, wenn er es schaffe einen bestimmten Ochsen, das Betttuch aus dem königlichen Bette sowie ihn und seine Gemahlin selbst zu stehlen, woraufhin der Prinz, nach Erfüllung der Aufgaben, die Königstochter und das halbe Reich erhält. Das Märchen ist auch in Jón Árnasons Íslenzkar Pyóðsögur og Ævintýri abgedruckt (Band 1–2, Leipzig 1862/1864).
In einer lettischen Version, die im Kreis Aizpute aufgezeichnet wurde, verzichtet ein armer Vater darauf, seinen Sohn zu erziehen, sodass dieser ein Dummkopf wird, der es aber auf Geheiß des Königs schafft, diesem die Stiefel, das Pferd und eine Kuh zu stehlen, sodass er für seine meisterlichen Diebesfertigkeiten belohnt wird. In dem Werk Lettische Märchen und Sagen, Nach Ansis Lerhis-Puškaitis und anderen Quellen zusammengestellt und redigiert von Prof. P. Šmits (Riga 1925–1937, 15 Bände) sind 55 Varianten des Märchens hinterlegt.
Giovanni Francesco Straparolas italienische Version berichtet von einem Stadtrichter, der dem mit ihm befreundeten Dieb Cassandrino drei Aufgaben stellt, für deren Erfüllung dieser Goldflorinen erhält, sodass er Kaufmann werden kann. Eine etwas andere Version aus der Tatra, die aus Władyslaw Kosińskis Werk Materialien zur Volkskunde der Beskidengóralen stammt und in Sopotnia Mała aufgezeichnet wurde, erzählt eine Liebesgeschichte, in der der jüngste Sohn eines Bauern die Tochter und die Pferde eines Gutsherren stiehlt.
In einer französischen Version von François-Marie Luzel ergaunert sich ein Knabe von drei Räubern einen Wundermantel, der an jeden beliebigen Ort trägt, einen Hut, der Unsichtbarkeit verleiht und Gamaschen, durch die die Schnelligkeit des Windes erlangt wird. Mit den drei Zaubersachen stiehlt er dann vom Schatz des Königs, woraufhin dieser ihn zu überführen versucht, jedoch immer wieder scheitert und ihm zuletzt seine Tochter zur Frau gibt. Dieser Version ähnlich ist eine kürzere bulgarische Roma-Variante, die ohne die drei Zaubersachen auskommt und von Bernard Joseph Gilliat-Smith aufgezeichnet sowie im Journal of the Gypsy Lore Society (Liverpool 1910, S. 142–151) veröffentlicht wurde. Der Märchenstoff war bereits Herodot bekannt und findet zahlreiche Parallelen in indischen und türkischen Märchen. Er ist zudem auch im jüdisch-afghanischen Märchen aufzufinden. Vermutlich stammt er ursprünglich aus Ägypten, wobei Theodor Benfey von einem buddhistischen Ursprung ausgeht. Das Märchen ist eins der weitverbreitetsten in Asien und Europa.

## Interpretation

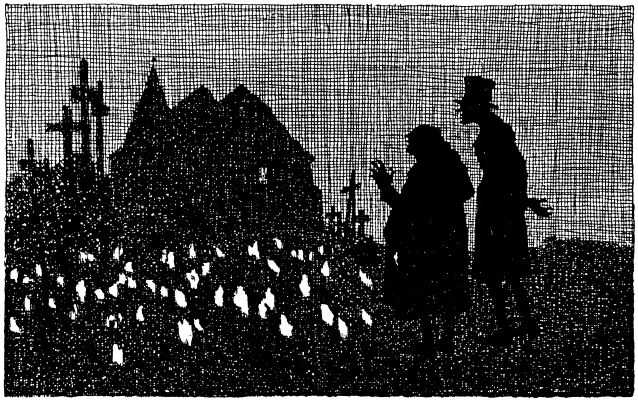
Illustration von Otto Ubbelohde, 1909

Hans-Jörg Uther bemerkt den für so eine Robin-Hood-Geschichte schwankhaften, also unernsten, zugleich obrigkeitsfreundlichen Anstrich. Dass in der Geschichte um einen Dieb ständig Stricke vorkommen, schien dem Verfasser wohl passend. Beim Ringdiebstahl hätte der Dieb den Herrn auch ersetzen können. In Bechsteins Fassung fordert er denn auch Lösegeld.
In dem Kinderbuch von Fabian Lenk und Daniel Sohr wird das Märchen aufgrund der spannenden Geschichte als „Krimi aus dem Mittelalter“ bezeichnet.

## Rezeptionen
Ludwig Bechsteins Die Probestücke des Meisterdiebes ist sehr ähnlich, aber etwas spannender erzählt, indem der Leser den verkleideten Dieb nicht gleich erkennt. Der Pate ist Edelmann, gibt ihm die Aufgaben als Vorwand, um ihn zu hängen, und begräbt den vermeintlich Erschossenen, um Aufsehen zu vermeiden. Der Stallknecht kippt betrunken vom Pferd, die Seilkonstruktion erübrigt sich also. Zuletzt behält der Held das Pferd und den Ring und fährt mit seinen Eltern fort.
In Peter-Paul Zahls Der Meisterdieb geht es um Grundstücksgeschäfte.

## Theaterbearbeitungen
- Cassandrino, der Meisterdieb, Brüder Grimm Festspiele Hanau 2009, nach Giovanni Francesco Straparola, Text und Regie: Dieter Gring.

## Filme
- 1978: Der Meisterdieb, DDR, Regie: Wolfgang Hübner.
- 1999: SimsalaGrimm, deutsche Zeichentrickserie, Staffel 1, Folge 7: Der Meisterdieb.
- 2010: Der Meisterdieb, Deutschland, Märchenfilm der 3. Staffel aus der ARD-Reihe Sechs auf einen Streich, Regie: Christian Theede.